# Burg Wogendrüssel

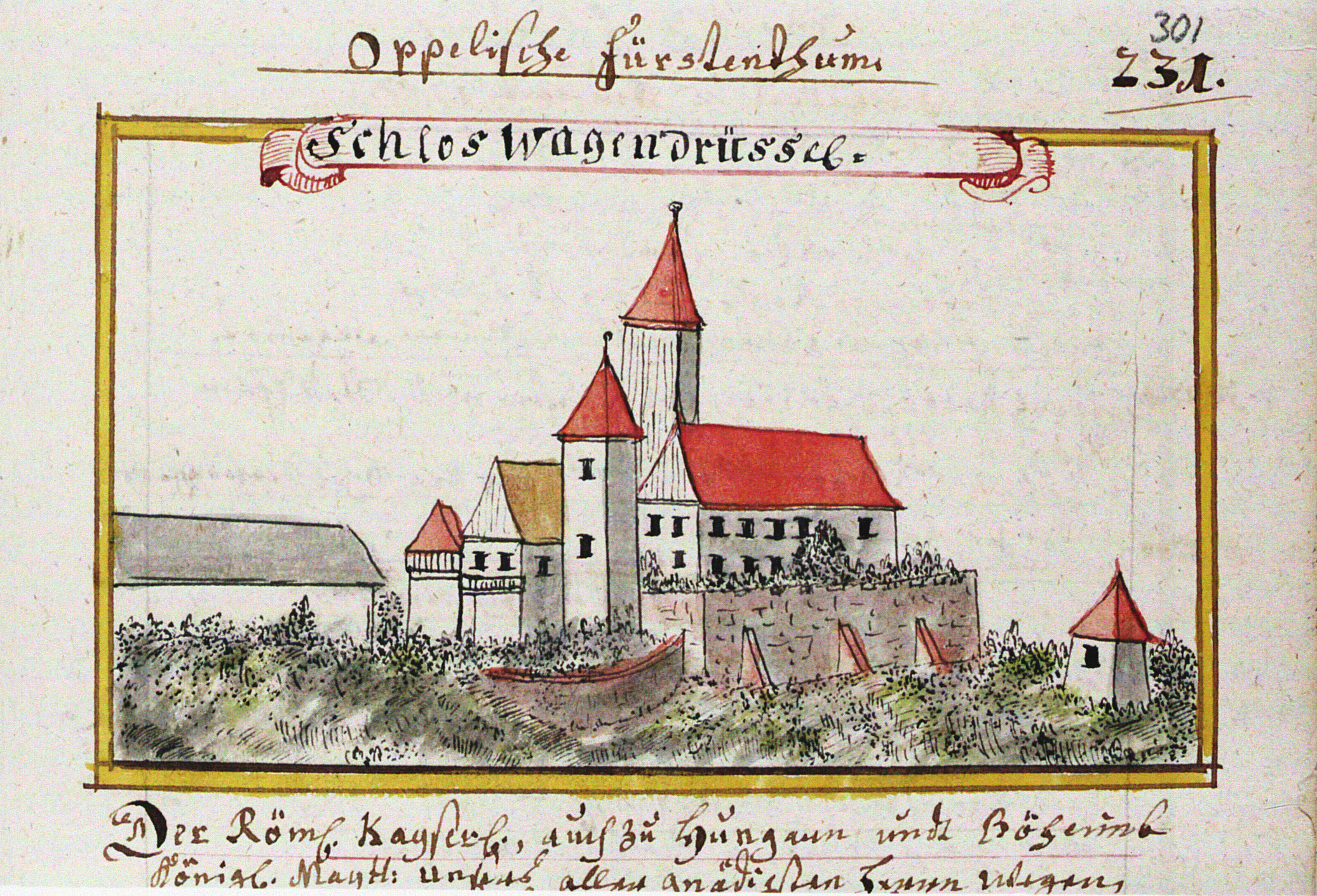
Zeichnung der Burg Wogendrossel von Friedrich Bernhard Werner

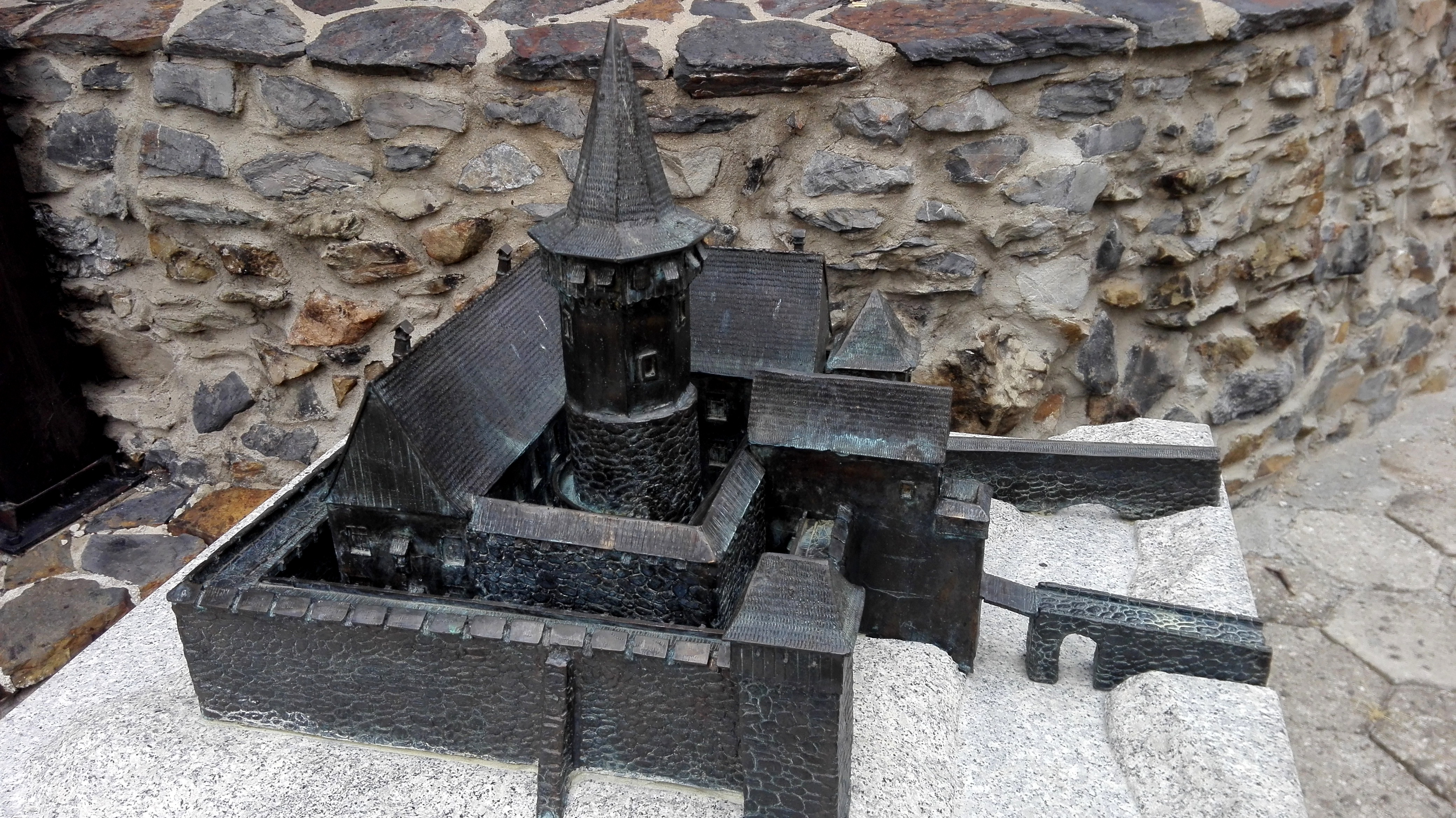
Modell der Burg

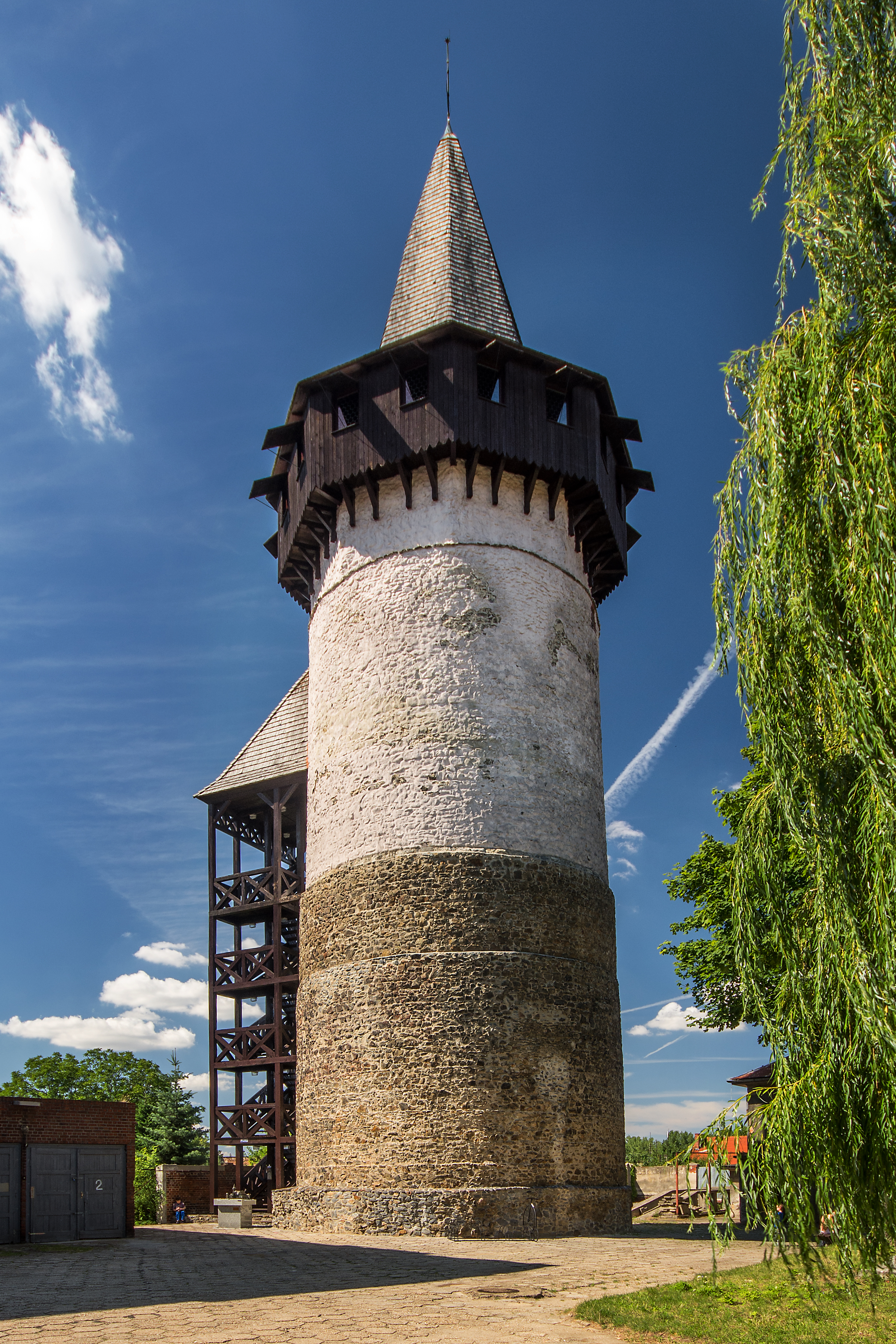
Burgturm (Wieża Woka) nach Restaurierung

Die Burg Wogendrüssel auch Burg Wogendrossel (polnisch Zamek w Prudniku) lag oberhalb einer Flussschleife des Prudnik in Prudnik (Neustadt) im Powiat Prudnicki in Polen. Erhalten ist bis heute lediglich der Burgturm (Wieża zamkowa).

## Geschichte
Die Burg Wogendrossel gehörte von Anbeginn zum Herzogtum Troppau in Mähren. Sie wurde um die Mitte des 13. Jahrhunderts als Stützpunkt des von Nordmähren in den schlesisch-mährischen Grenzwald vordringenden Landesausbaus vom böhmischen Oberstmarschall, dem Witigonen Wok von Rosenberg, am Fuße der Bischofskoppe (Biskupia Kopa) errichtet. Sein Sohn Heinrich I. von Rosenberg errichtete um 1279 im Schutz dieser Burg das 1302 erstmals urkundlich erwähnte Neustadt (tschechisch Nové Město), das später nach dem Fluss auch als Prudnik bezeichnet wurde.
Nachdem Herzog Bolko II. bereits 1327 dem böhmischen König Johann von Luxemburg gehuldigt und ihm sein Herzogtum Falkenberg als ein Lehen übergeben hatte, trennte König Johann das Weichbild Neustadt von Mähren und verkaufte es am 7. Januar 1337 für 2000 Prager Groschen dem Herzog Bolko, der es seinem Herzogtum Falkenberg eingliederte. 
Nach dem Tod von Bolkos II. Enkel Heinrich von Falkenberg 1382 endete die direkte Linie der Herzöge von Falkenberg. Nachfolgend wurde das Herzogtum Falkenberg wieder mit dem Herzogtum Oppeln vereint. Dieses fiel 1532 nach dem Tod des kinderlosen Herzogs Johann als erledigtes Lehen durch Heimfall an die Krone Böhmen zurück. 1597 wurde die Burg Wogendrossel umgebaut, 1691–93 erneuert.
Nach dem Übergang Schlesiens an Preußen 1742 übertrug der preußische König Friedrich II. eines der Gebäude der zerstörten Burganlage der evangelischen Gemeinde, die darin einen Gebetsraum einrichtete. Weitere Gebäude wurden als Kaserne mit Ställen und Reitschule genutzt.
1803 wurde die Burg Wogendrossel durch einen Brand zerstört. Um Raum für den Stadtausbau zu gewinnen, wurden die Reste der Burg 1844 zusammen mit der Stadtmauer geschleift. Nur der 2009 renovierte Burgturm ist erhalten geblieben.